# Orçamento de capital
O orçamento de capital é um amplo demonstrativo de recursos para a aquisição de ativos de longo prazo, como por exemplo, instalações e equipamentos. Em geral, os recursos para investimento de capital são escassos, portanto deve haver uma maneira eficiente de fazer uma seleção entre exigências concorrentes para fundos limitados.
As ferramentas de análise de investimento tradicionais podem não ser adequadas para tomar esse tipo de decisão. O impacto operacional dia a dia talvez não seja o fator-chave na tomada de decisão. Benefícios menos tangíveis podem ser o fator decisivo para se investir ou não em nova tecnologia. Por isso o orçamento de capital deve estar associado a objetivos estratégicos da organização. Métodos de desconto, como o do valor presente líquido (VPL) e o da taxa interna de retorno (TIR), consideram explicitamente o valor do dinheiro no tempo. Outros métodos, como o de payback e o da taxa contábil de retorno, não consideram o valor do dinheiro no tempo.